# 三泰 (尚書)
三泰（穆麟德轉寫：santai，？—1759年），鑲黃旗滿洲人，清朝政治人物、禮部尚書。

## 生平
曾任左都御史。雍正九年（1731年）三月乙酉，接替常壽，擔任清朝禮部尚書，后休。由來保接任。雍正十二年（1734年）十月以礼部尚书协办大学士，乾隆十年（1745年）三月休致。